# Привольне (Свічинський район)
Приво́льне (рос. Привольное) — хутір у складі Свєчинського району Кіровської області, Росія. Входить до складу Свєчинського міського поселення.
Населення становить 1 особа (2010).